# Phalaenostola hanhami
Phalaenostola hanhami là một loài bướm đêm thuộc họ Noctuidae. Nó được tìm thấy ở Nova Scotia, phía tây across Canada tới miền trung Alberta, phía nam đến Massachusetts và New York.
Sải cánh dài 22–25 mm. Con trưởng thành bay từ tháng 6 đến tháng 8.